# Trudowec
Trudowec (bułg. Трудовец) – wieś w Bułgarii, w obwodzie sofijskim, w gminie Botewgrad. Według danych szacunkowych Ujednoliconego Systemu Ewidencji Ludności oraz Usług Administracyjnych dla Ludności, 15 września 2022 roku miejscowość liczyła 2956 mieszkańców.
We wsi Trudowec nakręcono bułgarski film dramatyczny „Z niczego” („От нищо нещо”).

## Historia
Na początku XIX wieku wojewoda Dragoj, toczył wytrwałą walkę w obronie miejscowej ludności bułgarskiej przeciw Turkom. Podczas odwrotu tureckich jednostek wojskowych w trakcie wojny rosyjsko-tureckiej toczącej się w latach 1877–1878 wieś została splądrowana przez Baszibozuków i Czerkiesów. W 1931 roku powstało Towarzystwo Kultury Fizycznej „Szipka”.

## Osoby związane z miejscowością

### Urodzeni
- Stefan Canow (1928) – bułgarski generał-lejtenant
- Wasił Canow (1926–2007) – bułgarski polityk, minister transportu
- Wasił Canow (1922–1994) – bułgarski polityk, sekretarz CK
- Georgi Popiwanow (1878–1963) – bułgarski folklorysta